# Горбачёв, Георгий Ефимович
Гео́ргий Ефи́мович Горбачёв (26 сентября (8 октября) 1897, Санкт-Петербург, — 10 октября 1937, Верхнеуральск) — русский советский литературовед и литературный критик.

## Биография
Родился в семье отставного штабс-капитана, личного почетного гражданина, и акушерки. После окончания гимназии в 1914 году поступил на историко-филологический факультет Петроградского университета. Участвовал в работе кружка эсперантистов, выступил с докладом «Коренные реформы и новые изобретения в области международного языка». Учёбу прервала служба в армии, где был командиром роты, имел чин прапорщика.
В 1916—1918 годах состоял в РСДРП (интернационалистов). Во время июльских событий 1917 года в Петрограде был арестован, пробыл в заключении два месяца. Считается, что в это время близко сошелся с Львом Троцким.
В 1918 году был секретарем в рабочем клубе имени Бебеля. С 1919 года — член РКП(б), служил в Красной армии на политработе: в 1919—1920 — политинспектор, в 1920—1921 — начальник пропагандистского отдела политуправления Петроградского военного округа, в 1921—1922 — заместитель начальника политуправления 7-й армии. В 1921 году участвовал в подавлении Кронштадтского восстания. В 1921—1922 годах — член Петроградского совета. В 1922 году окончил факультет общественных наук Петроградского университета. В 1922—1926 годах — преподаватель Военно-политического института Красной Армии имени Н. Г. Толмачёва. С 1923 года работал на факультете языкознания и материальной культуры ЛГУ доцентом кафедры истории русской литературы.
В декабре 1927 года исключен из партии Василеостровским райкомом «…за активную фракционную работу, выразившуюся в распространении оппозиционной литературы, посещении фракционных занятий, даче подписей под платформой и заявлением 83-х и пр.». «Оппозиционную работу вел с XIV съезда, систематически получал информацию от Гессена и Евдокимова и передавал другим членам партии. Выступал на собраниях коллектива, писал резолюции, давал адреса к Зиновьеву и Троцкому и пр.» 18 февраля 1928 года он покаялся, назвал троцкистов-сообщников: Куклина, Нотмана, Н. и С. Отрожденовых, Лукаса и др. и признался: «Передавал Нотману полученные оппозиционные документы (позже заявление ЦК за подписью Троцкого и Зиновьева и др.). Был раза два или три на квартире Зиновьева на 11-й роте, однажды давал адрес и пароль для прохода туда оппозиционерам из ЛГУ».
В 1929 году восстановлен в партии. В 1929—1931 годах — профессор ЛИФЛИ. Читал также лекции по литературе в ИЛЯЗВ. В 1930—1931 годах заместитель директора НИИ новой литературы Ленинградского отделения Коммунистической академии.
В 1930 году сдал в Пушкинский дом рукопись предсмертного стихотворения Есенина «До свиданья, друг мой, до свиданья…», полученную им от В. Эрлиха. В 1931 году Георгий Горбачёв был вновь исключен из партии, но через год восстановлен.
16 февраля 1932 года зачислен в Публичную библиотеку на должность библиотекаря 1-го разряда с возложением обязанностей заместителя заведующего сектором обслуживания; с октября того же года в Рукописном отделе. Готовил к печати книги «История русской революционной печати», «Неизданные произведения М. Е. Салтыкова-Щедрина».
В этот период в печати развернулась критика взглядов Горбачёва как представителя «троцкистского течения» среди литературоведов Ленинграда. 21 июня 1933 года на Пленуме ЦК ВКП(б) слушалось его персональное дело. В итоге была утверждена характеристика, где говорилось: «Один из организаторов „Литфронта“, являвшегося отображением троцкистских теорий в литературе… <…> …объективно агентурой контрреволюционного троцкизма на литературном участке…».
Жил на ул. Малая Зеленина, 54а. Жена — Евгения Мустангова.
20 декабря 1934 года был арестован, обвинен в руководстве преступной группой писателей и 16 января 1935 года осуждён ОСО при НКВД СССР к пяти годам заключения в концлагере «за участие в контрреволюционной зиновьевской группе». Расстрелян в тюрьме.
Была репрессирована и расстреляна 4 ноября 1937 года и жена Горбачёва, писательница Евгения Мустангова.
8 февраля 1958 года реабилитирован. После реабилитации запрету продолжали подвергаться его книги, изданные в 20-х годах.
Имел двух сыновей и дочь.

«Жорж-Морж», а то и просто «Морж» — так называли Горбачёва друзья за свисавшие вниз усы. Молодой доцент следил за своей внешностью, пользовался у женщин успехом, был веселым, неистощимым на разного рода выдумки человеком, по-прежнему любил ошарашить неожиданной эпиграммой, которую сочинял сам. Как и в детстве, мог часами читать стихи.
.

## Литературная и научная деятельность
Вульгарный марксист. Автор работ по истории русской и советской литератур. Литературные псевдонимы: Г. Г.; Г. Гор.; Г. Ефимов.
Печатался в журналах «Жизнь искусства», «Записки Научного общества марксистов», «Красный студент», «Литературная учёба», «Литературный современник», «Партработник», «Звезда» и др. Весной 1925 года в открытом письме редактору «Звезды» И. Майскому солидаризировался с основными положениями напостовства. После раскола напостовства примкнул к «напостовскому меньшинству», участвовал во всех его печатных и устных выступлениях. В 1924—1925 годах был редактором журнала «Звезда». В своей критике резко не одобрял «попутчиков»: «Эренбурги же, Серапионы, Пильняки и т. д. — это враги, хотя бы и легальные». Входил в левое крыло Ленинградской ассоциации пролетарских писателей (ЛАПП), с 1925 года — член президиума ЛАПП. С весны 1925 года — председатель литературной группы пролетарских писателей «Стройка». Был членом Научного общества марксистов, где в его докладах проявилось нигилистическое отношение к историческим и философским наукам.
В 1926 году нападал на Булгакова и Замятина: «Автор великодержавно-шовинистической „Белой гвардии“ и автор контрреволюционных сказок Замятин…». В 1931 году писал о Замятине:

На эпоху военного коммунизма Замятин откликнулся написанными, примерно, в том же стиле, что и «Островитяне», рассказами («Мамай», «Пещера»), повествующими об одичании и страданиях российских интеллигентов, осажденных революционной стихией, нарисованной холодно-враждебно. Но крайнего предела разорванная, полубредовая, полная скрытых смыслов новая манера письма Замятина достигает в «Рассказе о самом главном» (1923), где действие одновременно, параллельно, переплетаясь своими значениями, происходит среди людей, во время революции, и на некоей другой, уже умирающей планете. И на земле и на иной планете изображается убийство во имя жизни, — во имя ли революционной любви к дальнему или во имя любви к более жизнеспособным кровно-близким, а также — всепрощающая любовь, все преодолевающая жалость и сокращающая оставшийся срок жизни жажда счастья. Насилие и убийство и оправдываются и осуждаются, а главное — они возводятся в такие мистико-этические «высокие сферы», в такой общий план идей о жизни, идущей через смерть (идея эта иллюстрируется ещё и историей червя), что их реальная целесообразность, их практическая необходимость испаряются, действительный смысл революционной борьбы фактически отрицается…
Современники оценивали научные достижения Горбачёва невысоко. «Там, где Г. анализирует идейную устремленность творчества, он равнодушно проходит мимо средств выражения, мимо тех особенностей поэтического произведения, которые отличают его от памятника общественной мысли. Таковы очерки Г. о Некрасове, Толстом, Достоевском, Андрееве и др., объединенные в его сборнике „Капитализм и русская литератуpa“. Наоборот, там, где Г. пытается изучать „форму“, он чересчур доверчиво пользуется формалистическими изысканиями Эйхенбаума и Жирмунского (глава об Анне Ахматовой в „Очерках русской литературы“ и очерк о Блоке). Изучения художественного произведения во всей его органичности мы у Г. не находим; его книги сохраняют ценность более или менее систематических обзоров, которые у нас крайне немногочисленны».
Делал и острые наблюдения социологического свойства. Так, первым отметил: несмотря на широко разветвленный издательский аппарат и большой штат критиков и рецензентов, знакомящих читателей с художественными новинками, образы советской литературы не входят в жизнь советских современников, как это было с героями русской литературы в дореволюционную эпоху (в сборнике «Голоса против»).

## Публикации
- Конспект лекций по истории развития общества, прочитанных тов. Горбачёвым на Агитационных курсах им. тов. Толмачева при политпросветительном управлении Петроградского военного округа. Ч. 1. Докапиталистическое общество. [Пг.], 1919.
- Движущие силы русской революции: Конспект лекции, прочитанной политруком Петрогр. гарнизона. Пг., 1920.
- 9 января и декабрьские дни 1905 года. Пг., 1922.
- Очерки современной русской литературы. Л., ГИЗ, 1924 (2-е изд. 1925; 3-е изд. 1926).
- Семь лет диктатуры пролетариата: Сб. материалов для агитаторов ко дню семилетней годовщины Окт. революции. Л., 1924 (сост.)
- Капитализм и русская литература: Ист.-лит. и крит. очерки. Л., ГИЗ, 1925 (3-е изд. 1930).
- 1917—1925: Сб. материалов для агитаторов к годовщине Окт. революции. Л., 1925 (сост.)
- Л. Д. Троцкий как литературный критик Л.: Прибой, 1926.
- Два года литературной революции: Крит. и полемич. ст. 1924—26 гг. Л.: Прибой, 1926.
- Против литературной безграмотности. Л.: Прибой, 1928 (2-е изд. 1930).
- Современная русская литература: Обзор литературно-идеологических течений современности и критические портреты современных писателей. Л., 1928 (3-е изд. 1931).
- За марксистское литературоведение: Сб. ст. Л., 1930 (ред.).
- Полемика. Л.; М., 1931.
- Открытое письмо редактору «Звезды» // Пролетариат и литератуpa. Л., 1925.
- К юбилею одной резолюции. // Удар. М., 1926.
- Классовая сущность творчества Л. Сейфуллиной // Сибирские огни. 1927. № 4
- Литературное «затишье» и его причины // Голоса против. Л., 1928.
- Предисловие к книге З. Штейнмана «Литературные эпизоды». Л., 1928.
- Бытие и сознание в понимании Переверзева // Звезда. 1929. III.